# شهرستان اوشیما، کاگوشیما

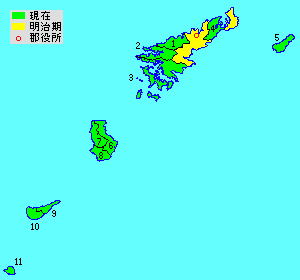

شهرستان اوشیما، کاگوشیما (به ژاپنی: 大島郡 Ōshima-gun) یکی از شهرستان‌های ژاپن است که در استان کاگوشیما در ژاپن واقع شده‌است.
خانم نبی تاجیما (متولد ۴ اوت ۱۹۰۰) که هم‌اکنون پیرترین انسان زنده جهان است در این شهر متولد شده‌است.